# Nocardia
 (septembre 2018).
Si vous disposez d'ouvrages ou d'articles de référence ou si vous connaissez des sites web de qualité traitant du thème abordé ici, merci de compléter l'article en donnant les références utiles à sa vérifiabilité et en les liant à la section « Notes et références ».
Genre
Nocardia est un genre de bactéries de la division des Actinobactéries et de la classe des Actinomycètes. Ces bactéries sont des bacilles à Gram positif.

## Habitat
Nombreuses espèces saprophytes, surtout telluriques. 

## Pouvoir pathogène
Quelques espèces du genre Nocardia peuvent provoquer des infections, notamment :
- Nocardia asteroides qui provoque assez rarement des infections pulmonaires pseudo-tuberculeuses surtout chez des individus atteints d'emphysème ou de bronchiectasies. On le retrouve également dans des abcès cérébraux.
- Nocardia brasiliensis, Nocardia madurae se partagent avec des champignons vrais (Monosporium apiospermum), l'étiologie des mycétomes ou maduramycoses : abcès sous-cutanés, granulomateux, chroniques, survenant surtout aux membres inférieurs, dans les régions tropicales (Indes, Amérique du Sud).  Le pus contient des grains de couleurs variables d'après les espèces (blancs, jaunes, rouges, noirs).

## Caractères bactériologiques

### Morphologie
Filaments de longueur très variable, parfois très courts (bacilloformes), plusieurs espèces sont partiellement acido-résistantes (difficulté du diagnostic différentiel de la tuberculose en cas de nocardiose pulmonaire).

### Culture
Développement lent (2 à 4 semaines) de colonies rugueuses, plissées, souvent pigmentées.

### Diagnostic
Examen microscopique et culture. (Recherche des formes bifurquées).

### Traitement
Pénicilline, sulfamidés et tétracyclines sont relativement actifs mais le traitement doit être prolongé et s'accompagner au besoin de drainage chirurgical.

## Taxonomie
Le nom correct complet (avec auteur) de ce taxon est Nocardia Trevisan 1889. L'espèce type est Nocardia asteroides (Eppinger 1891) Blanchard 1896.

### Synonymie
Nocardia a pour synonyme :
- Micropolyspora Lechevalier et al. 1961

### Étymologie
L'étymologie de ce genre est la suivante : No.card’i.a. N.L. fem. n. Nocardia, nommé en l'honneur d'Edmond Nocard (1850-1903), un vétérinaire français qui a, le premier, isolé des membres de ce taxon.

## Liste des espèces
Selon la LPSN (16 novembre 2023) :
- Nocardia abscessus Yassin et al. 2000
- Nocardia acididurans Sirireung et al. 2021
- Nocardia aciditolerans Golinska et al. 2013
- Nocardia acidivorans Kämpfer et al. 2007
- Nocardia africana Hamid et al. 2001
- Nocardia alba Li et al. 2004
- Nocardia albiluteola Shan et al. 2022
- Nocardia alni Nouioui et al. 2023
- Nocardia altamirensis Jurado et al. 2008
- Nocardia amamiensis Yamamura et al. 2007
- Nocardia amikacinitolerans Ezeoke et al. 2013
- Nocardia anaemiae Kageyama et al. 2005
- Nocardia aobensis Kageyama et al. 2005
- Nocardia araoensis Kageyama et al. 2004
- Nocardia arizonensis Lasker et al. 2017
- Nocardia artemisiae Zhao et al. 2011
- Nocardia arthritidis Kageyama et al. 2005
- Nocardia asiatica Kageyama et al. 2004
- Nocardia asteroides (Eppinger 1891) Blanchard 1896
- Nocardia aurantia Benndorf et al. 2020
- Nocardia aurantiaca Kanchanasin et al. 2020
- Nocardia aurea Fang et al. 2019
- Nocardia australiensis Wright et al. 2023
- Nocardia barduliensis Nouioui et al. 2021
- Nocardia beijingensis Wang et al. 2001
- Nocardia bhagyanarayanae corrig. Vaddavalli et al. 2014
- Nocardia blacklockiae Conville et al. 2009
- Nocardia bovistercoris Zhang et al. 2021
- Nocardia brasiliensis (Lindenberg 1909) Pinoy 1913
- Nocardia brevicatena (Lechevalier et al. 1961) Goodfellow & Pirouz 1982
- Nocardia caishijiensis Zhang et al. 2003
- Nocardia calcarea Metcalfe & Brown 1957
- Nocardia callitridis Kaewkla & Franco 2010
- Nocardia camponoti Liu et al. 2016
- Nocardia carnea (Rossi Doria 1891) Castellani & Chalmers 1913
- Nocardia casuarinae Ghodhbane-Gtari et al. 2015
- Nocardia cavernae Li et al. 2017
- Nocardia cerradoensis Albuquerque de Barros et al. 2003
- Nocardia coeliaca (Gray & Thornton 1928) Waksman & Henrici 1948
- Nocardia coffeae Nammali et al. 2022
- Nocardia colli Zhou et al. 2020
- Nocardia concava Kageyama et al. 2005
- Nocardia coubleae Rodríguez-Nava et al. 2007
- Nocardia crassostreae Friedman et al. 1998
- Nocardia cyriacigeorgica corrig. Yassin et al. 2001
- Nocardia donostiensis Ercibengoa et al. 2020
- Nocardia elegans Yassin & Brenner 2005
- Nocardia endophytica Xing et al. 2011
- Nocardia exalbida Iida et al. 2006
- Nocardia farcinica Trevisan 1889
- Nocardia flavorosea Chun et al. 1998
- Nocardia fluminea Maldonado et al. 2001
- Nocardia gamkensis Le Roes & Meyers 2007
- Nocardia gipuzkoensis Nouioui et al. 2021
- Nocardia globerula (Gray 1928) Waksman & Henrici 1948
- Nocardia goodfellowii Sazak et al. 2012
- Nocardia grenadensis Kämpfer et al. 2012
- Nocardia halotolerans Nikou et al. 2015
- Nocardia harenae Seo & Lee 2006
- Nocardia heshunensis Huang et al. 2017
- Nocardia higoensis Kageyama et al. 2004
- Nocardia huaxiensis Zhuang et al. 2021
- Nocardia ignorata Yassin et al. 2001
- Nocardia inohanensis Kageyama et al. 2004
- Nocardia iowensis Lamm et al. 2009
- Nocardia jejuensis Lee 2006
- Nocardia jiangsuensis Bai et al. 2016
- Nocardia jiangxiensis Cui et al. 2005
- Nocardia jinanensis Sun et al. 2009
- Nocardia kroppenstedtii Jones et al. 2014
- Nocardia kruczakiae Conville et al. 2005
- Nocardia lasii Liu et al. 2017
- Nocardia lijiangensis Xu et al. 2006
- Nocardia macrotermitis Benndorf et al. 2020
- Nocardia mangyaensis Yang et al. 2019
- Nocardia mexicana Rodríguez-Nava et al. 2006
- Nocardia mikamii Jannat-Khah et al. 2010
- Nocardia miyunensis Cui et al. 2005
- Nocardia neocaledoniensis Saintpierre-Bonaccio et al. 2004
- Nocardia niigatensis Kageyama et al. 2004
- Nocardia ninae Laurent et al. 2007
- Nocardia niwae Moser et al. 2011
- Nocardia noduli Nouioui et al. 2023
- Nocardia nova Tsukamura 1983
- Nocardia otitidiscaviarum corrig. Snijders 1924
- Nocardia paucivorans Yassin et al. 2000
- Nocardia pigrifrangens Wang et al. 2004
- Nocardia pneumoniae Kageyama et al. 2004
- Nocardia polyresistens Xu et al. 2005
- Nocardia pseudobrasiliensis Ruimy et al. 1996
- Nocardia pseudovaccinii Kim et al. 2002
- Nocardia pulmonis Li et al. 2023
- Nocardia puris Yassin et al. 2003
- Nocardia rayongensis Tanasupawat et al. 2016
- Nocardia rhamnosiphila Everest et al. 2012
- Nocardia rhizosphaerae Wang et al. 2015
- Nocardia rhizosphaerihabitans Ding et al. 2018
- Nocardia rosealba Huang et al. 2022
- Nocardia salmonicida (ex Rucker 1949) Isik et al. 1999
- Nocardia seriolae Kudo et al. 1988
- Nocardia shimofusensis Kageyama et al. 2004
- Nocardia shinanonensis Matsumoto et al. 2016
- Nocardia sienata corrig. Kageyama et al. 2004
- Nocardia speluncae Seo et al. 2007
- Nocardia spumae Wright et al. 2023
- Nocardia sputi Wang et al. 2022
- Nocardia sputorum Hamada et al. 2023
- Nocardia stercoris Zhao et al. 2020
- Nocardia sungurluensis Camas et al. 2014
- Nocardia takedensis Yamamura et al. 2005
- Nocardia tenerifensis Kämpfer et al. 2004
- Nocardia tengchongensis Li et al. 2017
- Nocardia terpenica Hoshino et al. 2007
- Nocardia testacea corrig. Kageyama et al. 2004
- Nocardia thailandica Kageyama et al. 2005
- Nocardia thraciensis Sazak et al. 2012
- Nocardia transvalensis Pijper & Pullinger 1927
- Nocardia uniformis (ex Marton & Szabó 1959) Isik et al. 1999
- Nocardia vaccinii Demaree & Smith 1952
- Nocardia vermiculata Kageyama et al. 2005
- Nocardia veterana Gürtler et al. 2001
- Nocardia vinacea Kinoshita et al. 2002
- Nocardia vulneris Lasker et al. 2015
- Nocardia wallacei Conville et al. 2009
- Nocardia xestospongiae Thawai et al. 2017
- Nocardia xishanensis Zhang et al. 2004
- Nocardia yamanashiensis Kageyama et al. 2004
- Nocardia yunnanensis Zhang et al. 2019
- Nocardia zapadnayensis Ozdemir-Kocak et al. 2016
- Nocardia zhihengii Huang et al. 2019

### Espèces non validées
Selon la LPSN (16 novembre 2023), il y a aussi des espèces publiées mais non validées et qui ont un nom préféré mais non correct selon les critères de l'ICSP :
- "Nocardia argentinensis" Cone et al. 1989
- "Nocardia boironii" Gilquin et al. 2016
- "Nocardia canicruria" Adams et McClung 1962
- "Nocardia capreola" (Higgens 1963) Pridham 1970

### Espèces synonymes
Selon la LPSN (16 novembre 2023), de nombreuses espèces de Nocardia ont changé de nom voire de genre :
- "Nocardia aerocolonigenes" (Shinobu et Kawato 1960) Pridham 1970 a été renommé Lentzea aerocolonigenes (Labeda 1986 ex Shinobu et Kawato 1960) Nouioui et al. 2018
- Nocardia amarae Lechevalier et Lechevalier 1974 renommé Gordonia amarae corrig. (Lechevalier et Lechevalier 1974) Klatte et al. 1994
- Nocardia autotrophica (Takamiya et Tubaki 1956) Hirsch 1961 renommée Pseudonocardia autotrophica (Takamiya et Tubaki 1956) Warwick et al. 1994

### Espèces avec erreurs de nommage
Selon la LPSN (16 novembre 2023), une espèce possédant un nom avec une faute d'orthographe a dû être renommée :
- Nocardia bhagyanesis Vaddavalli et al. 2014 renommée Nocardia bhagyanarayanae corrig. Vaddavalli et al. 2014